# Raión de Kanevskaya
El raión de Kanevskaya (del ruso: Каневской район) es uno de los treinta y siete raiones en los que se divide el krai de Krasnodar, en Rusia. Está situado en el área noroccidental del krai. Limita al sur con el raión de Briujovétskaya, al suroeste con el raión de Primorsko-Ajtarsk, al oeste con el limán Beisugski del mar de Azov, al noroeste con el raión de Yeisk, al norte con los raiones de Shcherbinovski y Starominskaya, al este con el de Leningrádskaya y el de Pávlovskaya. Tiene una superficie de 2 483 km² y 103 369 habitantes en 2010. Su centro administrativo es Kanevskaya.
La zona meridional de la región se halla en la zona inferior de la cuenca del río Chelbas y sus afluentes Sredni Chelbas y Sujói Chelbas. Su límite al suroeste es el curso del río Beisug por el embalse Beisúgskoye, justo antes de su desembocadura. La zona septentrional está bañada por la aguas del Albashí. En general el relieve es llano, fuertemente labrado.

## Historia
El raión fue establecido el 2 de junio de 1924 como parte del ókrug de Kubán del óblast del Sudeste. Se compuso de territorio del anterior otdel de Yeisk del óblast de Kubán-Mar Negro. Originalmente estaba dividido en ocho selsoviets: Aleksándrovski, Kanevski, Nóvoye Selo, Privolnenski, Pridorozhni, Sborni, Starodereviánkovski y Chelbaski.
El 16 de noviembre de 1924 pasó a formar parte del krai del Cáucaso Norte, el 10 de enero de 1934 pasó al krai de Azov-Mar Negro y el 13 de septiembre de 1937 al krai de Krasnodar. El 22 de agosto de 1953 le fue anexado el raión de Novominskaya. Entre el 11 de febrero de 1963 y el 30 de diciembre de 1966 le fueron agregados los raiones de Starominskaya y de Briujovétskaya.

## Demografía
| Año  | Población |
| ---- | --------- |
| 1959 | 64 606    |
| 1970 | 87 021    |
| 1979 | 85 659    |
| 1989 | 88 415    |
| 2002 | 102 245   |
| 2009 | 103 503   |
| 2010 | 103 639   |

## División administrativa
El raión está dividido en nueve municipios de tipo rural, que engloban 38 localidades:
| Municipios de tipo rural              | Poblaciones* |
| ------------------------------------- | --- |
| Municipio rural Kanevskoye            | - stanitsa Kanevskaya - jútor Bursaki - jútor Ordzhonikidze - jútor Srédniye Chelbasy |
| Municipio rural Krasnogvardéiskoye    | - posiólok Krasnogvardeyets - jútor Aleksándrovskaya |
| Municipio rural Kubanskostepnoye      | - posiólok Kubánskaya Step - posiólok Stepnói |
| Municipio rural Novodereviankovskoye  | - stanitsa Novodereviánkovskaya - jútor Albashí - jútor Volni - jútor Léninski - jútor Priyutni - jútor Razdolni |
| Municipio rural Novominskoye          | - stanitsa Novominskaya - jútor Vostochni - jútor Krasni Ochag - jútor Chapáyev |
| Municipio rural Privolnenskoye        | - stanitsa Privolnaya - jútor Dobrovolni - jútor Trud |
| Municipio rural Pridorozhnoye         | - stanitsa Pridorozhnaya - jútor Partizanski - jútor Rakov |
| Municipio rural Starodereviankovskoye | - stanitsa Starodereviankovskaya - jútor Bolshiye Chelbasy - jútor Ukrainka - jútor Shevchenko - jútor Miguty - jútor Udarni - jútor Borets Truda - jútor Sladki Limán - jútor Trudovaya Armeniya - jútor Cherkaski |
| Municipio rural Chelbaskoye           | - stanitsa Chelbaskaya - jútor Vesioli |

*Los centros administrativos están resaltados en negrita.

## Economía y transporte
La principal actividad económica del raión es la agricultura. La mayor parte de la superficie es explotada por grandes empresas cooperativas, aunque también existen una variedad de compañías más pequeñas así como por individuos en economías auxiliares. La principal industria (84%) se dedica a transformar los productos de la agricultura.
En el distrito se hallan tres estaciones de ferrocarril en la línea Novorosíisk-Timashovsk-Rostov (que lo atraviesa de norte a sur por su área central). La carretera más importante del raión es la R268 Krasnodar-Yeisk, a cuyo lado pasa un ferrocarril con el mismo itinerario.